# Dedã
Dedã ou Dadã é um termo bíblico, e o seu significado é "terra baixa". Aparece recorrentemente na Bíblia, de diferentes modos:
- Um filho de Raamá (Gênesis 10:7). Seus descendentes são mencionados em Isaías 21:13, Ezequiel 25:13 e Ezequiel 27:15. Eles provavelmente se estabeleceram entre os filhos de Cuxe, na costa noroeste do presente Golfo Pérsico.[1]
- lugar onde vivia os Dedanitas (Is.21.13) eram um povo Árabe descendente de Cam filho de Noé, através de Cuxe (Gênesis 10:7; 1 Crônicas 1.9),que se casaram com o descendente de Abraão (Jocsã, 1 Crônicas 1:32) através de Quetura (Gn 25.3) Seus descendentes, parece certo que o nome Dedã não representa dois povos separados nessas genealogias pelo fato de, nos dois casos, o irmão de Dedã ser chamado de Sebá.
- Eles construíram a cidade de Dedã a 160 Km a sudeste de Tema (q.v.) em um oásis (Al-'Ulan, a cerca de 280 quilômetros ao noroeste de Medina,e 560 km a sudeste de Petra), na rota das caravanas para o sul da Arábia usadas pela rainha de Sabá. Assim, ficaram conhecidos por suas caravanas e pelo seu comércio (Is 21.13; Ez 27.20; 38.13).
- A cidade de Dedã é mencionada nas profecias contra Edon (Jr 49.8; Ez 25.13) indicando seus laços íntimos com os Edomitas, e levando à especulação de que alguns dedanitas haviam se estabelecido em Edom. Ela também é mencionada em algumas inscrições na língua proto-árabe de Sabá e de Minean (que fica  no sul da Arábia), o que mostra contatos próximos com esses sucessivos governantes do sul da Arábia.

## História posterior
Encontram-se menções no livro de Ezequiel, nos capítulos 27 e 38. O capítulo 27 é uma lista de parceiros comerciais da cidade de Tiro, (atual Líbano) onde Dedã é anotado como uma nação ou reino que trocou mantas de sela (Ezequiel 27:20). O reino oásis também é mencionado na visão profética da guerra de Gogue e Magogue (Ezequiel 38:, ver também Apocalipse 20:8), e parece ser uma nação significativamente  importante nesta profecia de fim dos tempos em Ezequiel.
A cidade agora nomeada como Al Ula, no norte da Arábia Saudita, era conhecida pelos romanos e por gregos como Hégira, Hegra ou Egra, cuja distância é aproximadamente a mesma, cerca de 280 quilômetros ao noroeste de Medina, que fica ao norte de Meca. Local onde a extinta tribo de Thamud habitava.